# 宁波轨道交通8号线
宁波轨道交通8号线是中国浙江省宁波市一条轨道交通线路，标识色为牡丹色。线路起自洪塘，自北向南经过青林湾、丽园路居住区，此后折向东经过宁波南部商务区，最终抵达南高教园区。8号线一期工程（下应南至开元路）在宁波轨道交通第三轮建设规划中实施，2022年1月5日全线开工，2025年6月30日开通运营（下应南站暂不开通）。

## 线路走向
宁波轨道交通8号线一期工程起自开元路站，沿江北大道向东敷设，下穿机场路后向南沿洪大路敷设并下穿姚江。此后线路沿丽园路继续向南，下穿2号线后转为沿南苑街向东敷设，在环城西路再度转向南并在段塘中路转向东，下穿奉化江后沿樟溪路、百梁路向南，在泰康路转向东并下穿甬台温高速，此后继续向东沿泰康路至终点站下应南站。

## 历史

### 规划
宁波轨道交通8号线最早出现在2015年公布的《宁波市城市轨道交通线网规划（修编）》中，该线路自姚江新城至海曙老城区西部，再抵达宁波南部商务区，最后抵达下应。2020年12月，8号线一期工程被列入国家发改委批复的《宁波市城市轨道交通第三期建设规划》中，批复线路为姜村站至江北大道站。2021年11月2日，8号线一期工程可行性研究报告由宁波市发改委批复。

### 建设
在8号线全线正式开工建设之前，洪大路站作为先行节点，于2021年7月15日开工建设。2022年1月5日，8号线全线开工建设，2023年1月10日，明州医院–庙堰区间成为首个进行盾构施工的区间，2月28日成为首个贯通的区间。8号线正线于2024年3月完成洞通。在全线尚未洞通时，为加快工程进度，2023年11月1日，8号线在部分已贯通区间开始铺轨。2024年8月，8号线实现全线电通，9月14日启动热滑试验，2025年6月30日开通运营（下应南站暂不开通）。

## 车站
宁波轨道交通8号线一期设19座车站，均为地下车站，规划7座车站与同期及前期规划线路换乘。

### 站名
8号线多座车站站名因历史传承和辨识度的原因曾进行更改。
| 现站名       | 原站名         | 更名原因                                                         |
| ------------ | -------------- | ---------------------------------------------------------------- |
| 开元路站     | 江北大道站     | 因车站位于开元路与江北大道交叉口而得名                           |
| 洪塘站       | 培训中心站     | 因车站位于洪塘街道中心区块而得名                                 |
| 洪盛路站     | 旧宅徐站       | 因车站所在的洪盛路而得名                                         |
| 榭嘉站       | 云飞路站       | 因车站区域原属洪塘谢家村，周边有榭嘉路、榭嘉社区，因而得名       |
| 市中医院站   | 天一家园西站   | 因车站北侧为宁波市中医院而得名                                   |
| 联丰站       | 丽园北路站     | 因车站区域原属联丰村，周边有联丰路、联丰新村等联丰片区地名而得名 |
| 鄞州公园南站 | 明州医院站     | 因车站位于鄞州公园南侧而得名                                     |
| 学府路站     | 鄞州高教园区站 | 因车站东侧学府路而得名                                           |
| 寒松路站     | 天宫庄园站     | 因车站所在的寒松路而得名                                         |
| 下应南站     | 姜村站         | 因车站位于下应街道原下应老镇区南部而得名                         |

### 车站装饰
8号线一期车站设计以“红帮文化之旅”为主题。车站以青蓝色为主要色调，模拟丝绒布料的质感和纹理，同时在柱头模拟中山装衣领的形象以展现红帮裁缝的文化氛围。全线车站中，泽民站和南部商务区站为主题车站。其中，泽民站主题为“缀玉联珠”，融合旗袍与西装元素设计。南部商务区站主题为“裁云镂月”，展现服装的裁剪和缝纫工艺。

### 车站列表
|            | 站名  | 里程（km）       | 换乘路线 | 所在地           | 车站形式 |
| 8号线一期  |       |                  |          |                  |          |
| 下应南     | 0.00  |                  | 鄞州区   | 地下二层岛式车站 |          |
| 寒松路     | 1.24  |                  | 鄞州区   | 地下二层岛式车站 |          |
| 学府路     | 3.28  |                  | 鄞州区   | 地下二层岛式车站 |          |
| 南部商务区 | 4.43  | ■ 3号线          | 鄞州区   | 地下三层岛式车站 |          |
| 鄞州公园南 | 5.17  | ■ 10号线（规划） | 鄞州区   | 地下二层岛式车站 |          |
| 庙堰       | 7.30  | ■ 5号线          | 鄞州区   | 地下三层岛式车站 |          |
| 堇山西路   | 8.45  | ■ 9号线（规划）  | 鄞州区   | 地下二层岛式车站 |          |
| 段塘       | 9.99  |                  | 海曙区   | 地下三层岛式车站 |          |
| 南苑       | 10.98 |                  | 海曙区   | 地下二层岛式车站 |          |
| 丽园南路   | 12.38 | ■ 2号线          | 海曙区   | 地下三层岛式车站 |          |
| 联丰       | 13.57 |                  | 海曙区   | 地下二层岛式车站 |          |
| 泽民       | 14.83 | ■ 1号线          | 海曙区   | 地下四层岛式车站 |          |
| 市中医院   | 15.74 | ■ 6号线（在建）  | 海曙区   | 地下二层岛式车站 |          |
| 青林湾     | 17.08 |                  | 海曙区   | 地下二层岛式车站 |          |
| 榭嘉       | 18.59 | ■ 5号线（规划）  | 江北区   | 地下二层岛式车站 |          |
| 洪大路     | 19.28 | ■ 4号线          | 江北区   | 地下三层岛式车站 |          |
| 洪盛路     | 20.63 |                  | 江北区   | 地下二层岛式车站 |          |
| 洪塘       | 21.96 |                  | 江北区   | 地下二层岛式车站 |          |
| 开元路     | 23.05 |                  | 江北区   | 地下二层岛式车站 |          |

## 车辆

### 列车简介
宁波轨道交通8号线一期采用6辆编组的B型地铁车辆，最高速度80公里/小时，初期配车23列。车辆采用株洲中车时代电气制tDriver-MD1500型牵引电动机。车辆具备全自动无人看守运行（UTO）能力。

### 行车组织
宁波轨道交通8号线计划初期采用单一交路运营，远期在洪塘站和寒松路站间开行区间车。运营初期两端首末班车时间为6:00和22:00，高峰行车间隔6分钟，平峰间隔8分钟，低峰间隔10分钟。

## 附属设施

### 车辆基地
宁波轨道交通8号线一期设置下应南车辆段和洪塘停车场。下应南车辆段与7号线合址共建并共用试车线等设施，位于金达南路以东、首南东路以南、前塘河以北区域，接轨寒松路站，承担7号线、8号线列车乘务、列检、保养以及临时、定期维修任务。洪塘停车场位于江北大道以东、杭甬客专以南区域，接轨洪塘站，承担8号线列车乘务、列检、保养任务。

### 主变电所
宁波轨道交通8号线与7号线共享下应主变电所，与4号线共享谢家主变电所，不新建主变电所。

### 信号系统
宁波轨道交通8号线一期采用由株洲中车时代电气提供的信号系统。